# بخش مرکزی شهرستان فریمان
بخش مرکزی شهرستان فریمان یکی از بخش‌های شهرستان فریمان در استان خراسان رضوی ایران است.

## تقسیمات کشوری
- بخش مرکزی شهرستان فریمان
  - دهستان بالابند
  - دهستان قلندرآباد
  - دهستان فریمان

شهرها: فریمان و فرهادگرد

## جمعیت
بنابر سرشماری مرکز آمار ایران، جمعیت بخش مرکزی شهرستان فریمان در سال ۱۳۸۵ برابر با ۶۴۴۵۰ نفر بوده است.